# 3. pehotna divizija (Avstro-Ogrska)
3. (planiška-) pehotna divizija (izvirno nemško 3. (Edelweiß-) Infanterie-Division oz. nemško 3. Infanterietruppendivision) je bila pehotna divizija avstro-ogrske kopenske vojske, ki je bila aktivna med prvo svetovno vojno.

## Poveljstvo
Poveljniki (Kommandanten)
- Joseph Roth: avgust - oktober 1914
- Ernst Horsetzky von Hornthal: oktober 1914 - julij 1917
- Heinrich Wieden von Alpenbach: avgust 1917 - november 1918

## Organizacija
Maj 1941
- 5. pehotna brigada
- 6. pehotna brigada
- 40. poljskotopniški polk
- 42. poljskohavbični polk

Maj 1918
- 5. pehotna brigada:

- 14. pehotni polk
- 107. pehotni polk

- 6. pehotna brigada:

- 59. pehotni polk
- 114. pehotni polk

- 3. jurišni bataljon
- 3. poljskoartilerijska brigada
- 5. eskadron, 1. reitende Schützen-Regiment
- 1. četa, 3. saperski bataljon